# Siliștea (Neamț)
Siliștea es una localidad rumana de la comuna de Români, en el condado de Neamț.

## Historia
Hacia finales del siglo XIX, la localidad, que ya por entonces pertenecía al condado de Neamț, formaba parte de la comuna homónima de Siliștea.
En la segunda mitad del siglo XX la localidad había pasado a formar parte de la comuna de Români. En el censo de 2021 la localidad tenía una población de 1860 habitantes.